# 欢天喜地俏冤家
《欢天喜地俏冤家》，是由索锐影视出品，台湾导演刘逢声执导，李易峰、颖儿、叶祖新、吴千语领衔主演的中国古装喜剧，讲述了因缘际会下被天各一方的同胞三姐妹经过重重磨难，终获团圆的传奇故事。于2012年11月在无锡开镜，2013年2月煞科。2014年7月22日央视八套播出，A&B Film Enterprises Limited海外獨家發行

## 播放平台

### 首播
| 頻道     | 所在地   | 播映日期      | 播出時間 |
| -------- | -------- | ------------- | -------- |
| 央视八套 | 中國大陸 | 2014年7月22日 |          |

## 剧情概述
同胞三姐妹自小失散在不同家庭中成长，造就她们迥异的性格和悬殊的身份：雷及弟(颖儿)粗狂豪放，与养母靠替人保镖度日；云嫣(吴千语)贵为将军千金，医术一流；楚月(徐冬冬)武功盖世，面冷心热。
本无交集的三人却因雷及弟接手一趟保镖任务不期而遇，此次镖务颇为棘手，竟是一活生生二十岁男子陈三六(李易峰)。此人饱读诗书却不懂人情世故，作为酒坊老板刘酩的私生子，他的身世被隐瞒了二十余年，一直与母亲相依为命。不料，却因为父亲亲生子突如其来的死亡，三六的命运被瞬间改变。
三人旅途中又撞上女扮男装逃婚的云嫣，而这位大小姐却在离家万里的地方遇上她最不想见的人——未婚夫高福帅；巧的是楚月也因想要追查自己身世之谜而与众人相逢。
三姐妹在寻觅身世的过程中遭遇亲情、友情及爱情的种种考验磨难，三人也曾彷徨迷失，所幸都能悬崖勒马找回正途，因为三人心中都抱定一个信念——邪不胜正。三对欢喜冤家最终也都终成眷属。

## 演员阵容

### 主要角色
| 演員     | 角色     | 介紹／暱稱／關係／職業 |
| 李易峰   | 陈三六   | 書呆子、三六少爺，一介書生，本名劉恆久，為陳映竹與劉酩的私生子， 在歡喜鎮上替人測字， 起初和雷及弟是秀才遇到兵， 有理說不清 ，後來卻慢慢喜歡上她。                                                            |
| 颖儿     | 雷及弟   | 小挨刀的、雷賢弟，女扮男裝，不會武功的少年鏢師，為當年失散的三姊妹的老三，本名楚星， 從小就沒讀過書 ，所以那些書上的道理到她這裡根本說不通， 個性天真可愛 ，喜歡陳三六。                                      |
| 叶祖新   | 高福帅   | 高兄、福帥，紈褲子弟 與雲嫣是從小訂下的娃娃親，富商高向善與冷梅之子， 認為沒有什麼事是有錢辦不到的， 看似風流擺闊 實則專情善良， 對父親的所作所為全然不知 視楚月為知己般對待， 鍾情於雲嫣。                   |
| 吴千语   | 云嫣     | 周雲、小姐，雲中青將軍之女，擅長醫術，當年失散的三姊妹的老二，本名楚雲，與高福帥從小就訂有婚約 ，十分厭惡高福帥風流的個性 ，為了不與高福帥成親 ，女扮男裝離家 ，但卻反而讓她遇見最不想遇見的人， 喜歡高福帥。 |
| 徐冬冬   | 楚月     | 性格外冷內熱 有俠女風範 ，拜師於冷梅，並視她為親生母親，小時候原本擁有幸福的家庭 但卻因為強盜而導致家庭破碎 她活下去的希望 就是與妹妹們團聚 找到當年殺害她全家的兇手 喜歡左飛，為當年失散的三姊妹的老大。     |
| 洛桑念扎 | 左飞     | 高福帥的義兄 武功不凡 原本以為義父高向善只是個普通的生意人 但後期卻漸漸發現高向善許多不為人知的秘密 與他反目成仇 喜歡楚月                                                                                     |
| 朱慧珍   | 曹天椒   | 天椒姨，雷及弟的娘，雷四海的妾室之一，不會武功的鏢頭，但交際手腕高，說話與及弟是一路的，不拐彎抹角，喜歡羅成。                                                                                                |
|          | 羅成     | 外號羅一刀，江湖俠客，是劉家的遠房親友，奉命照看陳三六，路上與曹天椒不是吵嘴就是冷戰，最後竟然也慢慢對曹天椒有好感。                                                                                          |
| 楊曉蓉   | 小麻花   | 雲嫣的丫頭。 |
| 孫竟爭   | 小疙瘩   | 高福帥的小廝。 |
| 任建軍   | 冷梅     | 冷派高手，楚月之師父，高向善之師妹，與他有一個孩子，也就是福帥。 |
| 劉衛華   | 高向善   | 本名東方不悔，冷梅之師兄，與她有一個孩子，也就是福帥。 |
| 葉健飛   | 雷四海   | 四海鏢局總鏢頭，妻妾成群，因為欠錢而跑路，丟下一個爛攤子給曹天椒和及弟。 |
| 耶果     | 尼可拉斯 | 雷及弟的英文老師，但總是被及弟叫成你可拉屎，不固定時間跑出來娛樂大眾的老外。 |

## 剧集评价
《欢天喜地俏冤家》人物性格鲜明且具有代表性，语言幽默具有贴近性，轻喜剧风格营造拿捏有度，是一部难得的以古喻今，贴近现实生活的影视力作。与时代同瓶共振，在紧跟时代步伐中汲取营养。它用古代的故事，喜剧的表现手法，实现了对时代的写意，让观众在观剧开心一乐时，潜移默化地思考现实与人生。它无疑开创了喜剧电视的一个新的天地，为喜剧新生带来了更多的活力，堪称年度惊喜巨作。